# St. Ulrich (Tiefenbach)

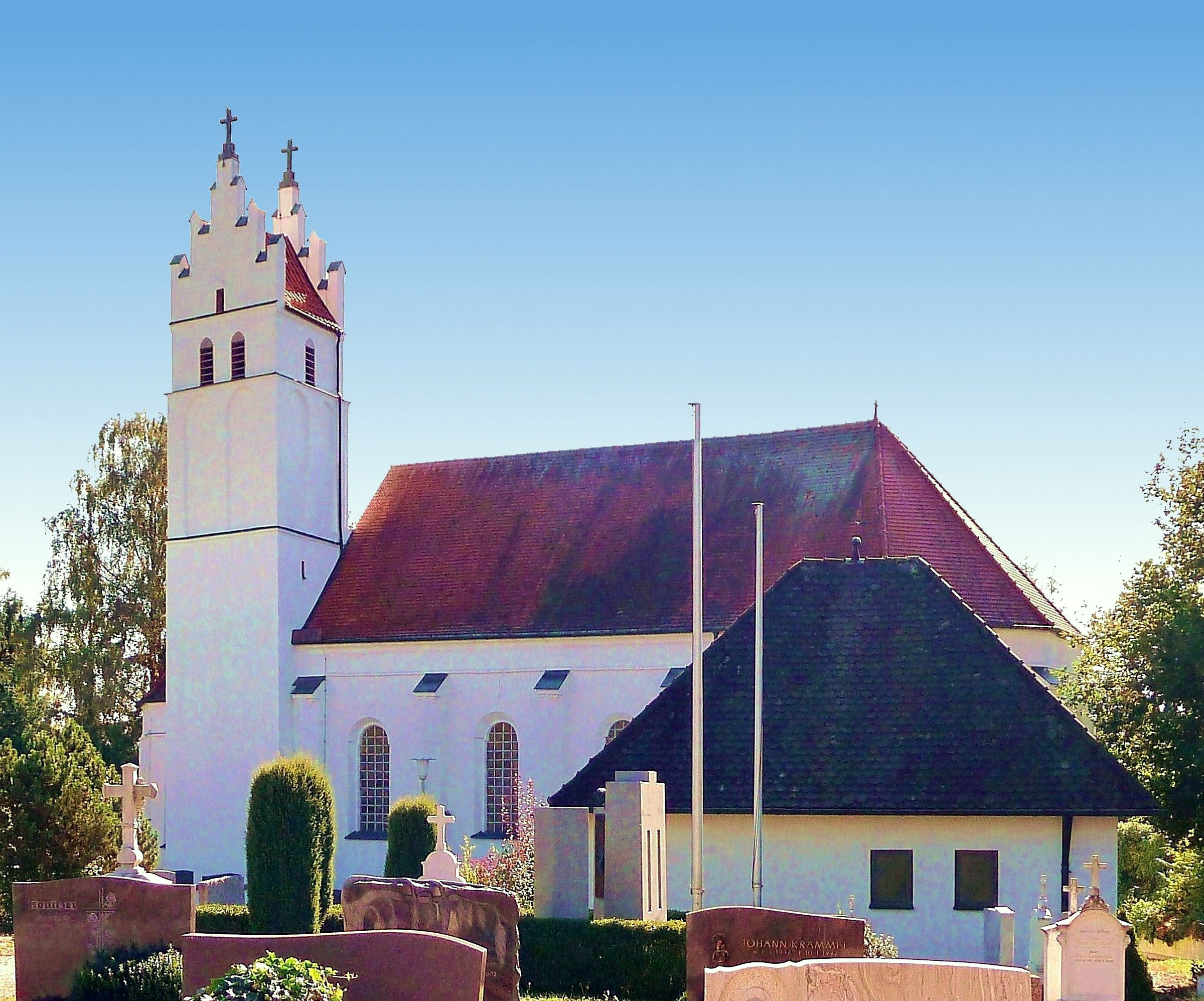
Außenansicht der Filialkirche St. Ulrich von Nordwesten

Die römisch-katholische Filialkirche St. Ulrich in Tiefenbach bei Landshut (Bayern) ist ein spätgotischer Kirchenbau, der Mitte des 15. Jahrhunderts anstelle einer mittelalterlichen Burganlage errichtet wurde. St. Ulrich ist eine Filiale der Pfarrei St. Georg in Ast, die dem Pfarrverband Steinzell im Erzbistum München und Freising angehört.

## Lage und Umgebung
Die von einem Friedhof umgebene Kirche befindet sich auf einer Anhöhe über dem Dorf, die nur über eine steile, kurvige Straße oder eine Treppenanlage mit rund 180 Stufen erreichbar ist. Aufgrund ihrer Lage an der südlichen Isarhangleite kann sie als Pendant zur Georgskirche in Eugenbach verstanden werden, die in Spornlage auf der gegenüberliegenden Seite des Isartals steht.

## Geschichte
Gründung und Bau der Kirche, die ursprünglich der Pfarrei Eching zugeordnet wurde, gehen auch auf die Initiative des Kollegiatstifts St. Kastulus in Moosburg zurück. Der spätgotische Bau, errichtet um die Mitte des 15. Jahrhunderts, wurde in der Barockzeit umgestaltet. Für das Jahr 1804 ist eine Baureparatur durch den Landshuter Stadtmaurermeister Thaddäus Leuthner belegt. In den Jahren 1989/90 erfolgte eine Erweiterung des Kirchenschiffs nach Westen. Dabei wurde neben dem spätgotischen Südportal ein zweiter Zugang auf der Nordseite geschaffen. Außerdem wurde der Kirchenfriedhof um einen gemeindlichen Teil erweitert.

## Beschreibung

### Architektur
Die nach Osten ausgerichtete, spätgotische Saalkirche umfasst einen zweijochigen, eingezogenen Chor mit Fünfachtelschluss sowie ein Langhaus mit ursprünglich drei Jochen und einer modernen Erweiterung nach Westen. Dabei ragt das Satteldach des Schiffs deutlich höher auf als das des Altarhauses, sodass sich zwei erkennbar unterschiedliche Baukörper ergeben, die aber derselben Stilepoche zugeordnet werden. Der Langhaus wird von spätgotischen Strebepfeilern gegliedert; am Chor sind schwache Dreieckstreben und ein Dachfries erkennbar. Die ursprünglich spitzbogigen Fensteröffnungen wurden in Barockzeit ausgerundet. Am Chorscheitel ist ein heute zugesetztes, spätgotisches Spitzbogenfenster andeutungsweise erkennbar. An den Chor ist südseitig eine Sakristei, nordseitig ein Chorflankenturm angebaut. Letzterer setzt sich zusammen aus einem ungegliederten, quadratischen Unterbau, dem ein zweites, von Spitzbogenblenden aufgelockertes Geschoss sowie das Glockengeschoss mit spitzbogigen Schallöffnungen aufgesetzt sind. Den oberen Abschluss bildet ein Satteldach, das von zwei für den Bau charakteristischen Zinnengiebeln flankiert wird.
Der Innenraum wird von gefasten Wandpfeilern gegliedert; im Chor sind außerdem profilierte Konsolen erhalten. Das zur Erbauungszeit möglicherweise angedachte gotische Gewölbe gelangte nicht zur Ausführung; stattdessen sind Chor und Langhaus flachgedeckt. Im Turmuntergeschoss ist dagegen ein spätgotisches Kreuzrippengewölbe mit rundem Schlussstein erhalten, dessen Rippen ohne Vermittlung aus der Wand entspringen. Der Chorbogen ist spitz und beidseits gefast.

### Ausstattung
Die Altäre sind im Barockstil ausgeführt und wurden in der zweiten Hälfte des 17. Jahrhunderts geschaffen. Am Hochaltar ist ein Gemälde des Kirchenpatrons Ulrich zu sehen; die unter Voluten  positionierten Seitenfiguren stellen die Heiligen Nikolaus und Sebastian dar. Am nördlichen Seitenaltar ist das Martyrium des heiligen Sebastian dargestellt; als Seitenfiguren fungieren der Evangelist Johannes und der heilige Papst Urban. Letztere ist spätgotisch und stammt aus der Zeit um 1500. Der südliche Seitenaltar weist kannelierte Säulen auf und enthält anstelle eines Altarblattes eine Marienfigur, die in der Rechten das Kind mit dem Apfel, in der Linken ein Zepter trägt. Diese ist ebenfalls spätgotisch und wurde im frühen 16. Jahrhundert geschaffen.